# 学院公园-马里兰大学站
学院公园-马里兰大学站（英語：College Park-University of Maryland station）是绿线中位于马里兰州，乔治王子县的一座华盛顿地铁地铁站。另外，马里兰区域通勤铁路的坎登线也停靠于此，在地铁站旁边的一座车站。
该车站位于科利奇帕克，在马里兰大学和科利奇帕克机场附近。该站共有两个出口和入口，一个在Calvert Road和Bowdoin Avenue的路口，而一个在Paint Branch Parkway和River Road的路口附近。大学公园站附近有美国食品药品监督管理局和美国物理学会的营业点。

## 马里兰区域通勤铁路服务

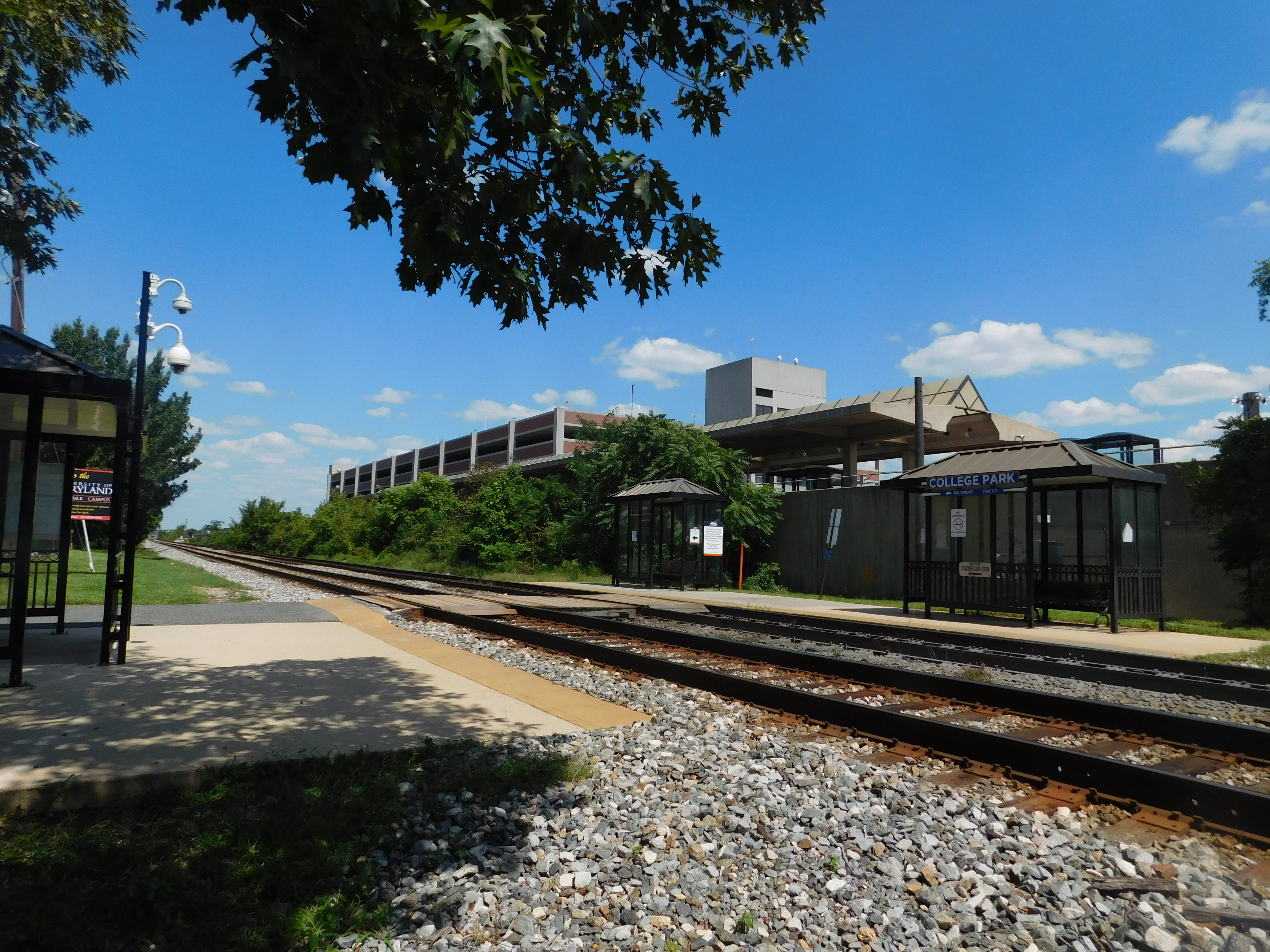
马里兰区域通勤铁路月台在大学公园车站

通勤铁路列车，在坎登线上, 停靠于一双跟华盛顿地铁轨道平行的轨道。坎登线连接华盛顿特区的联合车站跟巴尔的摩的坎登车站。
只有特别的列车停靠于此。在2013年，一个日一共要152个乘客。
这些轨道从地铁站的西边易接近的，而从人行隧道在地铁轨道下面易接近的。
因为车站没有人员，所以乘客得在列车上买票。

## 历史
大学公园站开始于1993年12月11日提供地铁服务到大学公园市。同时，另三个站也正好在乔治王子县开始服务：绿带站，乔治王子广场站和西海恩兹维尔站。
在1997年10月4日，一架单引擎飞机撞机于华盛顿地铁的轨道，在大学公园机场的西方。这些轨道就在大学公园站附近。一共6个飞机乘客受伤，而地铁的栅栏和铁路受害了。
在2005年6月25日，一个多层停车车库开始服务于大学公园站。该车库共有1,345个停车位。
由于Rush+节目，黄线曾经高峰时间营运从托腾堡到绿带站，包括大学公园站。但是，在2017年6月25日华盛顿都会区交通局停止了黄线服务到绿带站。
在未来，马里兰州运输管理局的轻轨紫线会停靠于此。目前紫线建设中，计划于2026年开通。

## 车站布局
| 月台   | 南行               | 往 分支大道（海恩兹维尔交叉口）       |
| 月台   | 岛式月台，左側開门 |                                       |
| 月台   | 北行               | 往綠帶（终点站）                      |
| 站厅   | 夹层               | 单向闸机，售票机，服务台              |
| 出入口 | 街道上             | 出口/入口和马里兰区域通勤铁路月台门径 |
| 出入口 | 侧式月台，右側開门 |                                       |
| 出入口 | 南行               | 坎登线 往 华盛顿特区 （河谷）         |
| 出入口 | 北行               | 坎登线 往 巴尔的摩 （绿带）           |
| 出入口 | 侧式月台，右側開门 |                                       |